# فالرجي تريغوبو
فالرجي تريغوبو (19 مارس 1942 – 1986) هو ملاكم من الاتحاد السوفيتي راحل، مثّل بلاده في الألعاب الأولمبية الصيفية 1972.

## روابط خارجية
فالرجي تريغوبو على موقع أوليمبيديا (الإنجليزية)